# Mortalitás és okai a két világháború közötti Debrecenben
Az első világháború utáni magyar demográfiai adatok általában véve elég pozitívak, a korszak demográfiai adataira a szigorúan monoton természetes szaporodás a jellemző. Ennek eredményeként az 1920-ban mért, körülbelül 7,8-8 millió fős hazai népesség 1940-re 9,3 millió főre emelkedett, vagyis a népességnövekedés nagyjából 20%-ot tett ki mindössze 20 év alatt. A 30-as évekre jellemzően csökkent mind a fertilitás (1940: 20 ezrelék), mind a mortalitás aránya (1940: 14,3 ezrelék), ami jól mutatja, hogy a magyar társadalom belépett a második demográfiai átmenetbe. A magas népszaporulat és a folyamatosan fejlődő orvostudomány ellenére azonban igen jelentős volt a járványok szerepe a mortalitásban.

## Körülmények
Az első világháború alatt a hazai életkörülmények rohamosan romlottak. 1918-1921 között a városi népesség élelmiszer-ellátása egyre nehezebb volt, az éhezéstől legyengült emberek immunrendszerét így könnyebben megtámadták a különböző járványok. (Az 1918-1919-es spanyolnátha járvány erre egy igen kiváló példa.) A Budapesten kívüli városokban az alapinfrastruktúra alacsonyabb kiépítettsége, illetve azt ezt biztosító szervek működésének csökkenése/hiánya a városi higiénia szintjét tovább csökkentette. Az orvosi ellátás szintje és lefedettsége is romlott, hiszen igen sok orvosnak és ápolónak a fronton kellett szolgálatot teljesítenie.

## Halálozási okok
Debrecenben az országosnál nagyobb halálozási arány volt jellemző. Ezért okolható az, hogy a népesség nagy részének elég mostoha életkörülmények voltak adottak, illetve az egészségügyi ellátás is szegényes volt. A lakások 68,2%-a 1931-ben egyszobás volt, illetve ezeknek 31%-ban hatnál többen éltek. Ez az alap higiéniai lehetőségeket is hátrányosabbá tette, valamint egy esetleges járvány idején sokkal szélesebb körű és gyorsabb volt az elterjedés.
A halálozást előidéző betegségek közül kiemelném a tuberkulózist, mivel ez követelte a legtöbb áldozatot. 1933-ban az összes elhunytak 11,2%-a ebben halt meg. (Érdekesség, hogy az 1918-1919-es spanyolnátha járvány alatt a légúti megbetegedések száma is nőtt, ami akár hosszabb távon is hatást gyakorolhatott a társadalomra, gyengítve a légúti megbetegedések elleni immunválaszukat.) A tuberkulózis esetében mutatható ki leginkább a szociális körülményekkel való összefüggés. Egy felmérés alapján 1931-32-ben valamennyi első osztályos közül, a tanulók 20%-a volt inaktív, míg 4,2%-uk aktív tuberkulózisos. Terjedésének a zsúfolt, egészségtelen lakások kiváló táptalajt adtak. A tanulók 68,2%-a egyszobás lakásban lakott, 3,2%-uk pinceszobában. Az is hozzájárult a betegség terjedéséhez, hogy ezen tanulók 72,3%-a aludt egy ágyban szüleivel, testvéreivel. A korabeli jelentések alapján a fertőzöttséget tekintve a Nagyerdő felé eső városrésznél volt a legalacsonyabb, míg a pályaudvar környékén a legmagasabb a betegek száma. A mezőgazdasági proletár gyerekeknél a legmagasabb a fertőzésen átesettek aránya, illetve az aktív tbc is ebben a rétegben a legjellemzőbb; 6,2%, ez a városi átlag másfélszerese volt. Az agrárproletár családok 98%-a egyszobás lakásban élt, 70%-uk földes padlózatú lakásban. A zsúfoltság ennél a rétegnél a legmagasabb. Érdekességként megemlíteném, hogy az alvásra szolgáló helyiségekben az egy személyre jutó légköbméter itt volt a legalacsonyabb a foglalkozási csoportok közül (mindössze 6,8). Viszonyítási alapként értelmiségek esetében a mutató 15,1 volt. A munkásszármazású gyerekek között szintén nagyobb volt a fertőző TBC-sek (5,4%) száma. Itt szoros összefüggés fedezhető fel a kedvezőtlen lakáskörülményekkel.  92,5%-uk egy szobában élt. A kereskedőknél ez az arány 4,7% volt. A rossz lakáskörülmények mellett, jelen volt okozatként az alultápláltság, illetve egyes foglalkozási csoportokat tekintve a gyatra munkakörülmények. Például az értelmiségnél a zárt levegőn való munkavégzés. A hajtetű is terjedt a korban, melynek esetében megállapítható, hogy összefüggésben volt a vízellátottsággal és a rossz higiénikus körülményekkel. Minél alacsonyabb volt a vízvezetékkel ellátott lakások aránya, annál magasabb a hajtetűvel fertőzötteké. Ez szintén az agrárproletár rétegeknél volt a legjellemzőbb, 46%-uk volt tetves, mivel lakásaik mindössze 4%-a volt vízzel ellátva. A higiénikus körülményekkel a bélférgesség is szoros kapcsolatban állt. Említésre méltó adat, hogy az összes tanuló 16,1 %-a lakott angol WC-vel ellátott lakásban, közülük 4,6 %-uk bélférges volt.
Jelentős még a rákban elhunytak aránya (7,15%), illetve a hevenyben elhunytaké is (6,6%). A különböző fertőző betegségek terjesztésében az is közrejátszott, hogy nem volt megoldva tejellátás egészségügyi ellenőrzése, illetve a városi kutak 56%-a kifogásolható volt bakteriológiai szempontból. Voltak olyan városrészek, ahol alig volt iható vizű magánkút.
Emellett a korszakban meglehetősen magas volt az öngyilkosságok száma. 1933-ban az elhunytak 4,1% volt közülük való, ez elég magas aránynak minősült. A városi tisztifőorvos feljegyzései alapján ez a nagyfokú gazdasági visszaesésnek volt „köszönhető”. Az öngyilkosságok aránya eltért az egyes társadalmi rétegek körében. Muszáj megemlíteni, hogy a dolgozó rétegek körében a kiváltó tényezők között szerepelt, a munkanélküliség, az anyagi nyomorultság, a vállalkozások csődbe futása (üzletembereknél), illetve a szerelmi bánat (középosztálynál) is. Az öngyilkosság módja is eltérő volt a különböző társadalmi rétegek körében. A háztartási cselédek és az ipari munkások esetében jellemző volt, hogy lúgot ittak, a kereskedők jellemzően mérget vettek be, a vezetői pozíciókban lévő köztisztviselők pedig főbe lőtték magukat.